# Stuart, Iowa
Stuart är en ort i Adair County och Guthrie County i delstaten Iowa, USA.